# Sporák

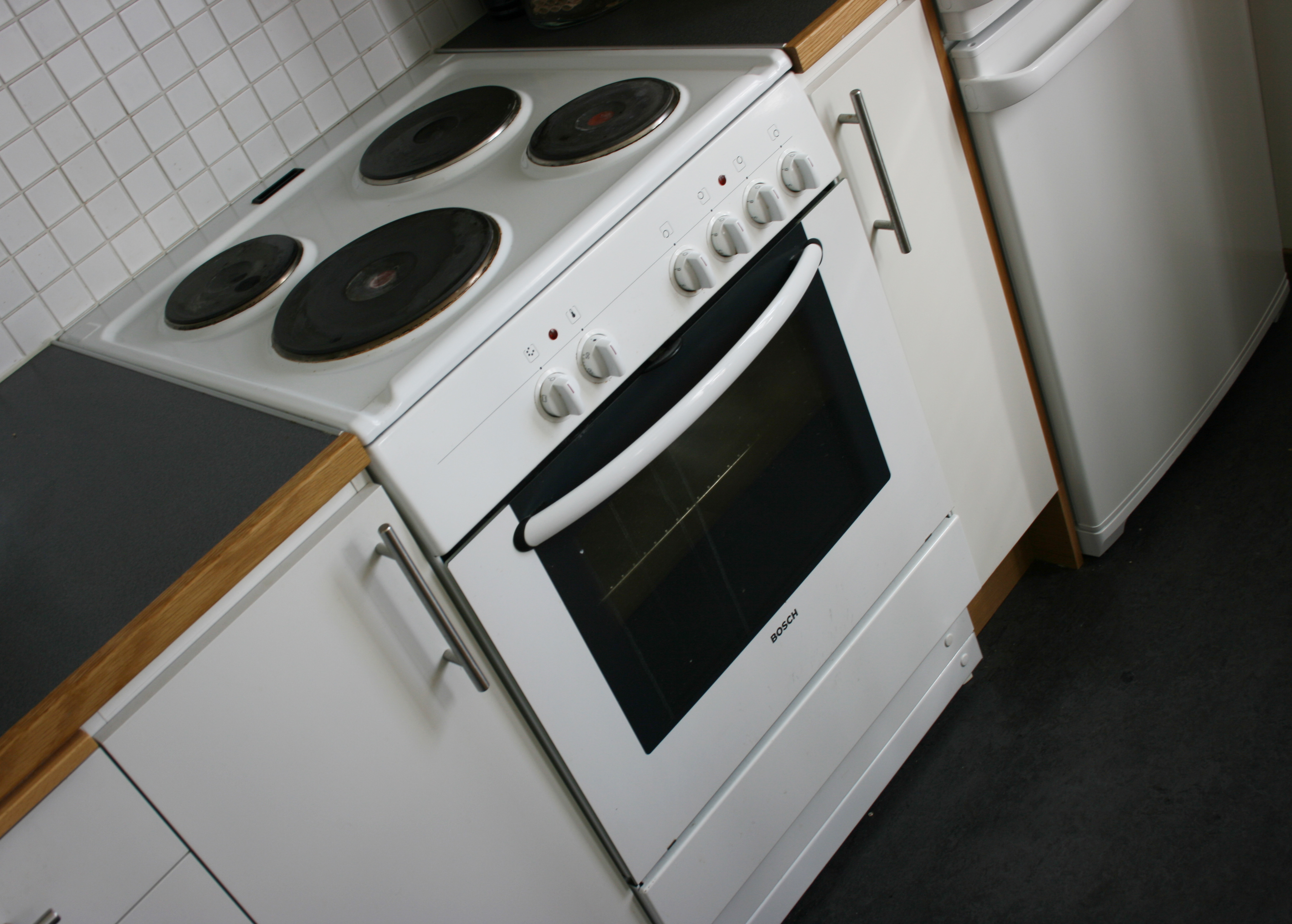
Elektrický sporák s litinovými plotýnkami

Sporák (delším názvem kuchyňský sporák) je kuchyňské zařízení určené k tepelné přípravě jídel. Přeměňuje (elektrickou nebo chemickou) energii v teplo. Sporák má varnou plochu (k vaření, smažení apod.) a pečicí troubu, případně kombinovanou s grilem a/nebo s mikrovlnnou troubou. Samostatná varná plocha (zejména pro menší počet nádob) se nazývá vařič.

## Kamna a sporák
Kamna nahrazovala otevřený oheň (krb) již od středověku a renesance. Moderní kamna určená pro přípravu jídel (kuchyňská kamna) získala název sporák, neboť mají velmi nízké (sporákové) topeniště, kde je navíc vyzdívka tvarovaná tak, aby byly spaliny co nejlépe rozvedeny pod plotnou a okolo trouby. Vařením na sporáku se oproti vaření na jiných typech kamen šetří palivo (odtud název), ale vytápění sporákem je velice neefektivní a navíc nehygienické kvůli vysoké prašnosti, je-li palivem uhlí.
Kuchyňské sporáky mají varnou plochu (desku), a troubu. Varná plocha obsahuje hořáky (u plynových verzí), resp. plotny nebo jiné vymezené plochy (u elektrických verzí). Volně stojící sporáky mají varnou plochu a troubu pohromadě, u vestavné jsou samostatné, proto bývá varná plocha zabudována v kuchyňské lince, kdežto trouba může být vestavěna na jiném místě (ne nutně pod plochou). Vyrábějí se i samostatné varné plochy a samostatné trouby, které lze pak prakticky libovolně kombinovat.
Nejrozšířenější jsou sporáky na zemní plyn a na elektřinu, případně kombinující plynovou varnou plochu a elektrickou troubu.
Výraz sporák znala čeština již v 19. století.

## Sporáky na tuhá paliva

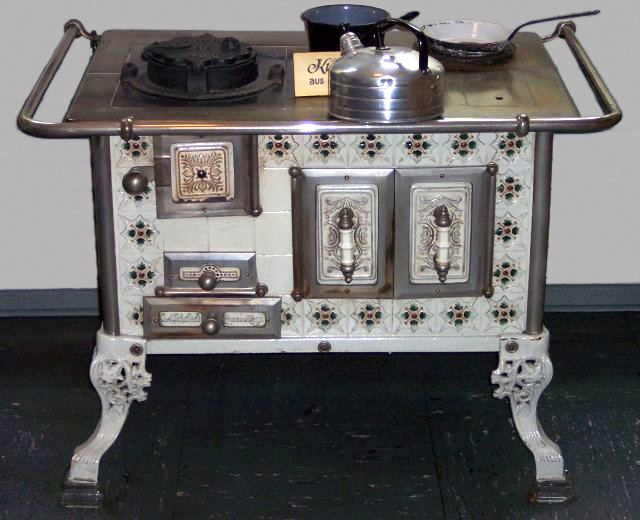
Sporák na uhlí

Nejzákladnějším druhem sporáku je ten, ve kterém se spalují tuhá paliva. Hlavním nedostatkem sporáku na tuhá paliva je potřeba častého rovnoměrného přikládání kvalitního a suchého paliva. První sporák byl vynalezen v roce 1740 Benjaminem Franklinem ale sloužil pouze k ohřívání jídla. Na něj navázal v roce 1800 svým vynálezem Benjamin Thompson, který vytvořil sporák, na kterém se dalo vařit, ale nevešel se do běžné domácnosti. Model pro domácí využití byl patentován až v roce 1834.  V českých zemích se výrobou kamen a sporáků zabývala např. společnost MORA, která v roce 1902 začala s patentovou výrobou kamen na tuhá paliva Meteor.

## Plynové sporáky

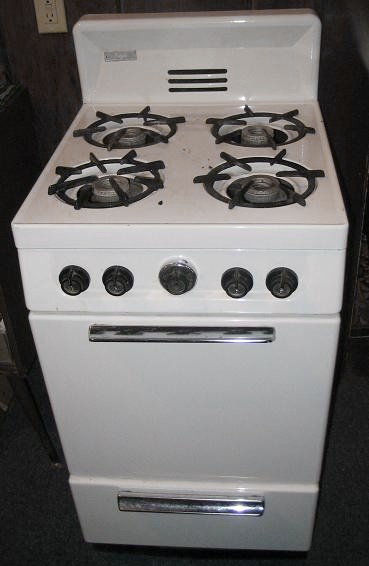
Plynový sporák

První plynové sporáky byly vyvinuty již ve 20. letech 19. století, šlo však jen o izolované experimenty. Na Velké výstavě v Londýně v roce 1851 byl sice předveden plynový sporák, ovšem komerční úspěch této technologie započal až v 80. letech. Hlavním důvodem tohoto zpoždění byl pomalý rozvoj plynové sítě.
Zejména profesionální kuchaři často preferují plynové varné plochy (hořáky), protože jim umožňují přesněji a rychleji řídit proces vaření. Na druhou stranu mnohdy dávají přednost elektrickým troubám, které obvykle pracují rovnoměrněji. Podle štítků EnergyGuide (USA) a EnerGuide (Kanada) jsou plynové sporáky, vzato z pohledu celé životnosti, ekonomičtější.[zdroj⁠?!]

## Vývoj designu
Stále se vyrábí mnoho tradičních sporáků, které spalují dřevo nebo jiná tuhá paliva. Vzhled a funkce mohou být velmi podobné původním sporákům, ovšem způsob, jakým se palivo spaluje, se vyvíjel. Mnoho takových sporáků má vzadu ohřívač vody.[zdroj⁠?!]

## Jiné úsporné principy

### Indukční vařič
Místo přímého zahřívání hrnce nebo jiné nádoby lze použít elektromagnetickou indukci. Indukční vařič takto produkuje teplo přímo v nádobě. Povrch sporáku se tak zbytečně nezahřívá a účinnost je vyšší.

### Mikrovlnná trouba
Mikrovlnné trouby využívají mikrovlnné záření (produkované magnetronem) k ohřevu celého objemu potravin.